# Loutzviller
Loutzviller [lutsvilɛʁ] est une commune française située dans le département de la Moselle, en Lorraine, dans la région administrative Grand Est. Le village fait partie du pays de Bitche et du bassin de vie de la Moselle-Est.

## Géographie

### Localisation
La commune est à 3,7 km de Breidenbach, 5,9 de Volmunster et 14,3 de Bitche.

### Géologie et relief
Commune membre du parc naturel régional des Vosges du Nord.
Situé sur le plateau, en pays découvert, le village de Loutzviller se trouve à l'écart de la route de Bitche à Deux-Ponts. Il est formé de deux rues parallèles et l'église s'élève sur sa bordure méridionale.
Système d’information pour la gestion des eaux souterraines du bassin Rhin-Meuse. Géologie : Carte géologique et Coupes géologiques et techniques:
Territoire communal : Occupation du sol (Corinne Land Cover); Cours d'eau (BD Carthage),
Géologie : Carte géologique; Coupes géologiques et techniques,
 Hydrogéologie : Masses d'eau souterraine; BD Lisa; Cartes piézométriques.

### Sismicité
Commune située dans une zone de sismicité moyenne.
| Brenschelbach (Allemagne) | Schweyen    |             |
|                           | Loutzviller | Breidenbach |
| Ormersviller              | Volmunster  |             |

### Hydrographie et les eaux souterraines
La commune est située dans le bassin versant du Rhin au sein du bassin Rhin-Meuse. Elle est drainée par le Schwalbach.
Le Schwalbach, d'une longueur totale de 23,4 km en France, prend sa source dans la commune de Lemberg traverse onze communes françaises puis, au-delà de Schweyen, poursuit son cours en Allemagne où elle se jette dans la Horn.

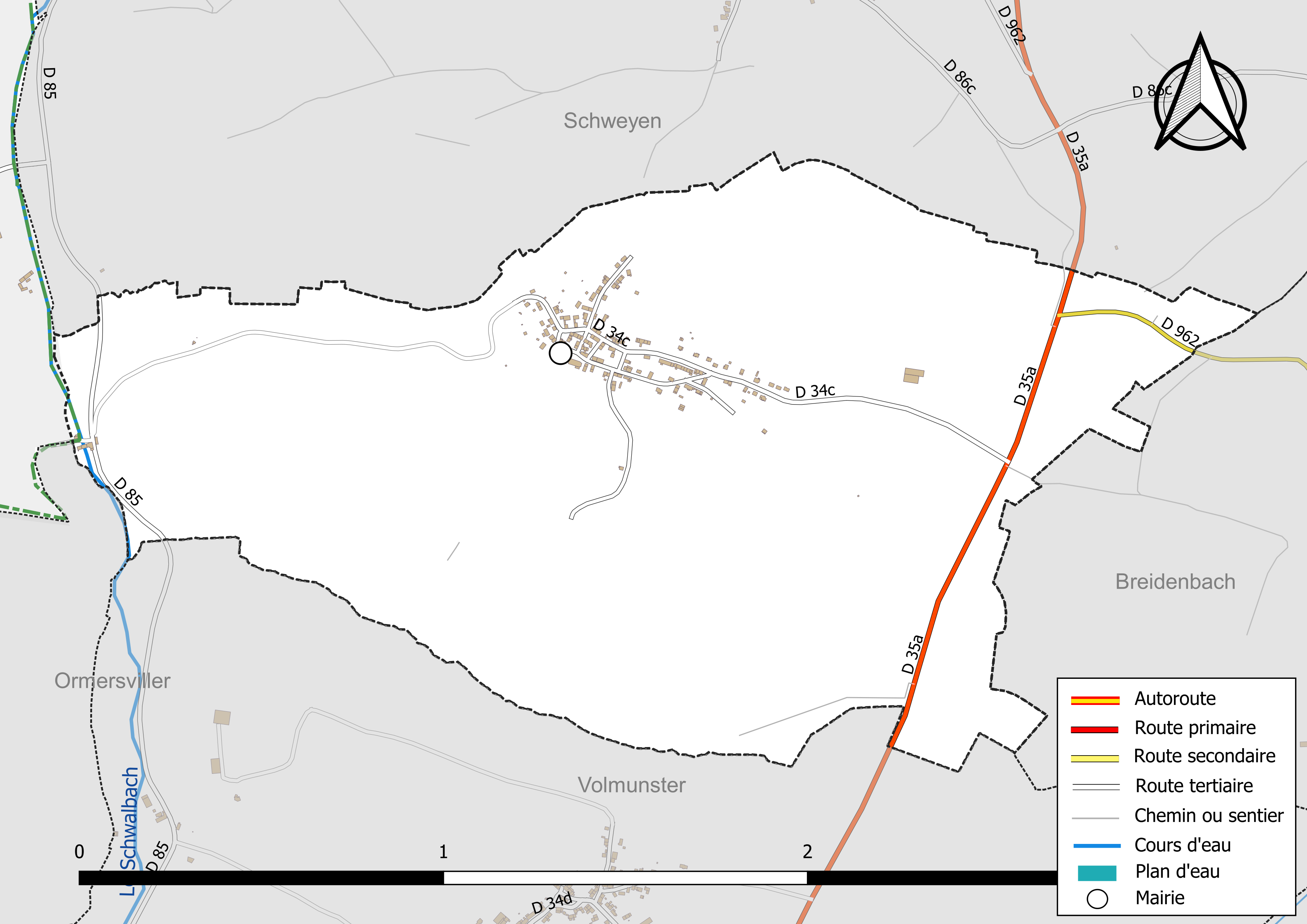
Réseaux hydrographique et routier de Loutzviller.

La qualité du Schwalbach peut être consultée sur un site spécial géré par les agences de l’eau et l’Agence française pour la biodiversité. Ainsi en 2020, dernière année d'évaluation disponible en 2022, l'état écologique du Schwalbach était jugé moyen (jaune).

### Climat
Pour des articles plus généraux, voir Climat du Grand Est et Climat de la Moselle.
En 2010, le climat de la commune est de type climat des marges montargnardes, selon une étude du Centre national de la recherche scientifique s'appuyant sur une série de données couvrant la période 1971-2000. En 2020, Météo-France publie une typologie des climats de la France métropolitaine dans laquelle la commune est exposée à un climat semi-continental et est dans la région climatique  Vosges, caractérisée par une pluviométrie très élevée (1 500 à 2 000 mm/an) en toutes saisons et un hiver rude (moins de 1 °C). 
Pour la période 1971-2000, la température annuelle moyenne est de 9,7 °C, avec une amplitude thermique annuelle de 17,2 °C. Le cumul annuel moyen de précipitations est de 935 mm, avec 11,6 jours de précipitations en janvier et 9,6 jours en juillet. Pour la période 1991-2020, la température moyenne annuelle observée sur la station météorologique de Météo-France la plus proche, « Volmunster », sur la commune de Volmunster à 3 km à vol d'oiseau, est de 10,2 °C et le cumul annuel moyen de précipitations est de 760,1 mm. 
La température maximale relevée sur cette station est de 37,6 °C, atteinte le 25 juillet 2019 ; la température minimale est de −18,6 °C, atteinte le 24 décembre 2001,,. 
Les paramètres climatiques de la commune ont été estimés pour le milieu du siècle (2041-2070) selon différents scénarios d'émission de gaz à effet de serre à partir des nouvelles projections climatiques de référence DRIAS-2020. Ils sont consultables sur un site spécial publié par Météo-France en novembre 2022.

## Urbanisme
- 1Carte dynamique
- 2Carte OpenStreetMap
- 3Carte topographique
- 4Carte avec les communes environnantes

### Typologie
Au 1er janvier 2024, Loutzviller est catégorisée commune rurale à habitat dispersé, selon la nouvelle grille communale de densité à sept niveaux définie par l'Insee en 2022.
Elle est située hors unité urbaine et hors attraction des villes,.

### Occupation des sols
L'occupation des sols de la commune, telle qu'elle ressort de la base de données européenne d’occupation biophysique des sols Corine Land Cover (CLC), est marquée par l'importance des territoires agricoles (74,5 % en 2018), une proportion identique à celle de 1990 (74,5 %). La répartition détaillée en 2018 est la suivante : 
terres arables (41,4 %), prairies (18,8 %), forêts (17,7 %), cultures permanentes (11,2 %), zones urbanisées (7,9 %), zones agricoles hétérogènes (3 %). L'évolution de l’occupation des sols de la commune et de ses infrastructures peut être observée sur les différentes représentations cartographiques du territoire : la carte de Cassini (XVIIIe siècle), la carte d'état-major (1820-1866) et les cartes ou photos aériennes de l'IGN pour la période actuelle (1950 à aujourd'hui).

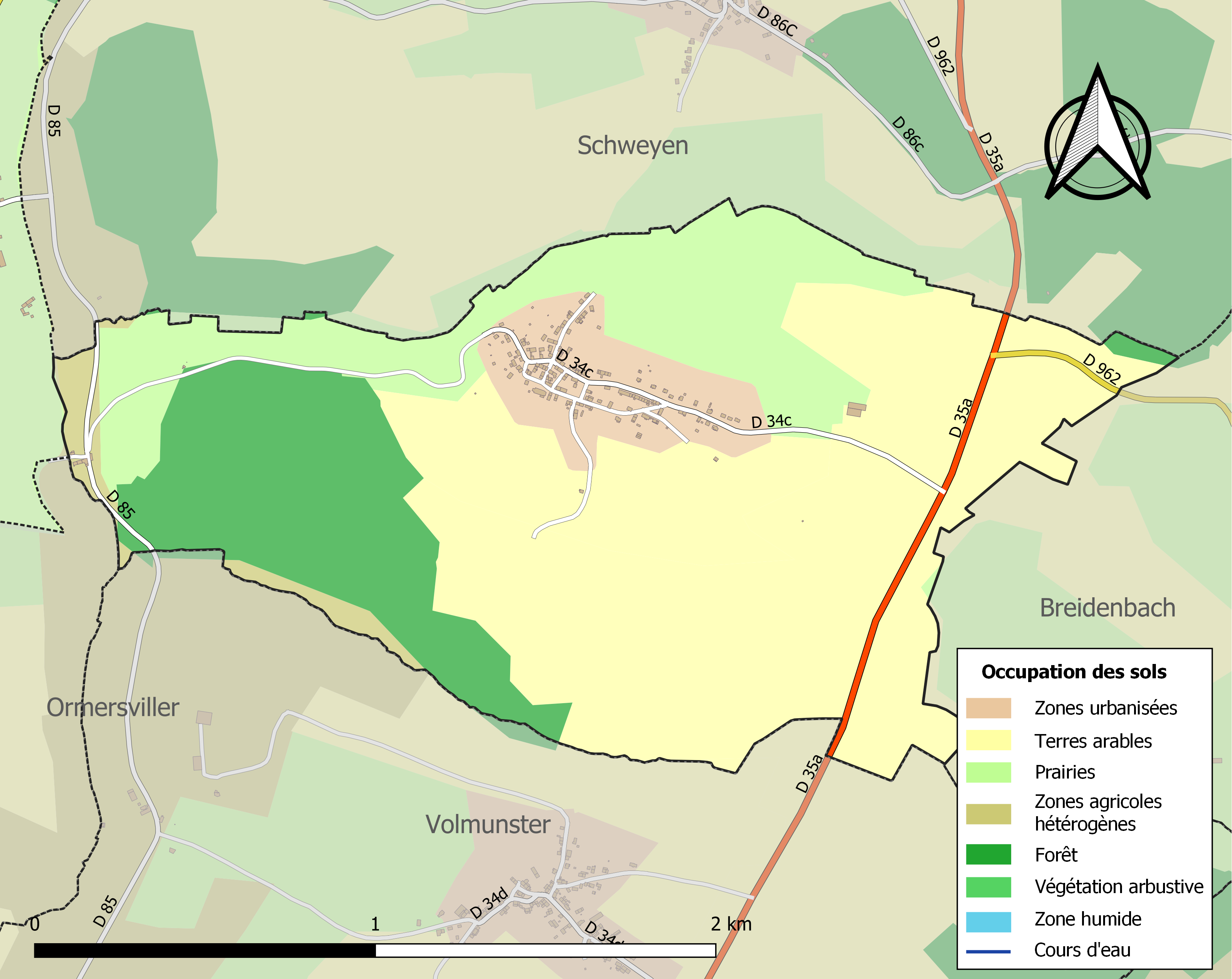
Carte des infrastructures et de l'occupation des sols de la commune en 2018 (CLC).

Commune membre du plan d'occupation des sols intercommunal de Niederbronn-les-Bains.

### Intercommunalité
Commune membre de la Communauté de communes du Pays de Bitche.

### Voies de communications et transports

#### Voies routières
- D35a vers Schweyen[18].
- D34 vers Volmunster.
- D962 vers Breidenbach.

#### Transports en commun
- Fluo Grand Est.

##### SNCF
- Gare de Bitche,
- Gare de Rohrbach-lès-Bitche,

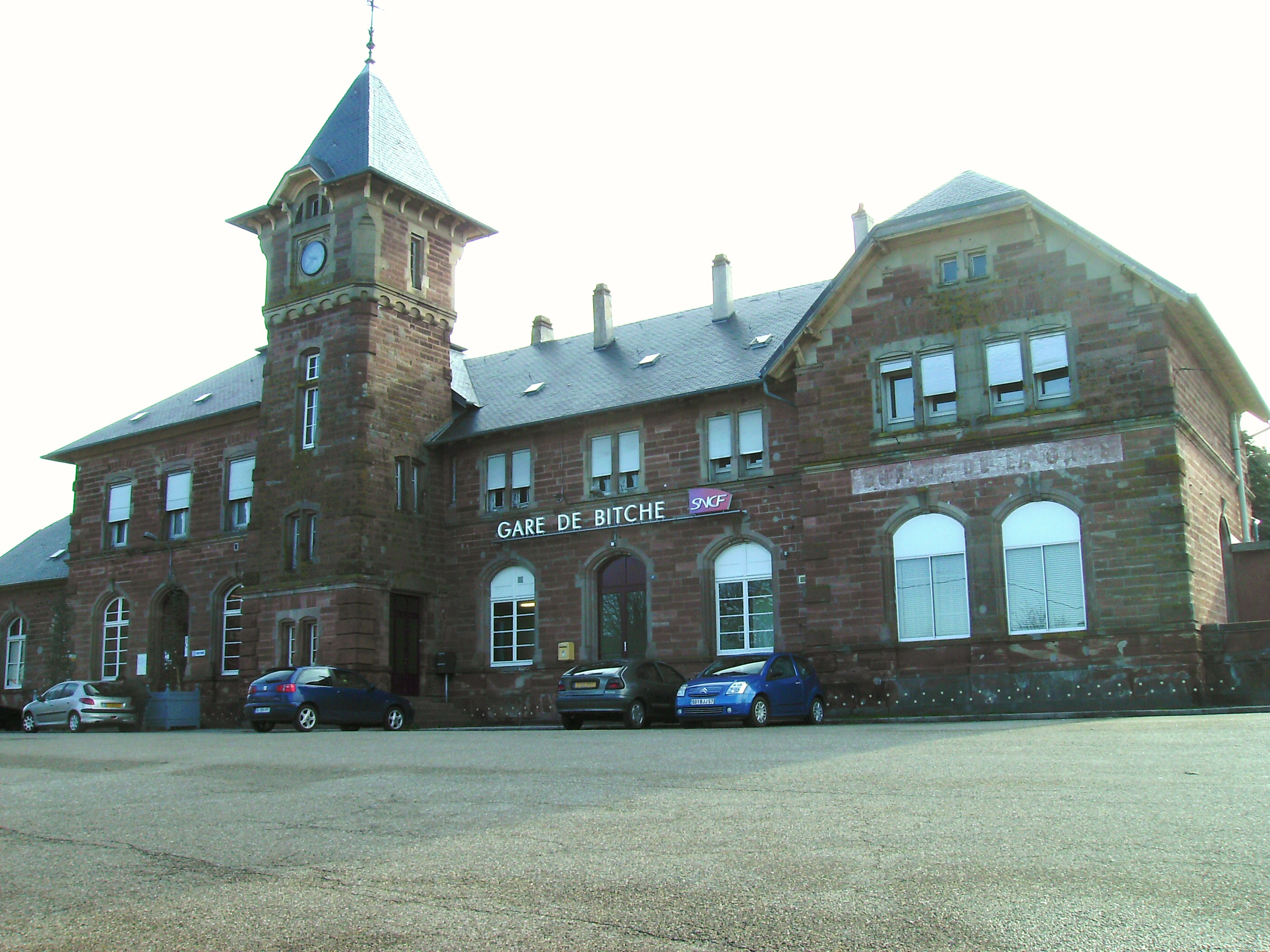
Gare de Bitche.

- Gare de Wœlfling-lès-Sarreguemines,
- Gare de Wittring,
- Gare de Sarreinsming.

## Toponymie
- En francique lorrain : Luzwiller[19].
- Locwiller (727), Lutzwibre (1115), Luzwire (1150), Luewilre (1179), Leurwilhre (1289), Lutzewiller/Lanzwiller/Lauzewiller/Langwiller/Loutzweiler (1544), Landtsweiller (1594), Lutzveiler (1609), Luzweiller (1751), Loutsveiller (1751), Lustwiller (carte de l'état-major), Lutzeweiller (1793), Toulzveiler (1801)[20].

## Histoire
Cette très vieille localité est citée dans la vie de saint Pirmin, mort en 753, le fondateur de l'abbaye de Hornbach, à laquelle elle a probablement appartenu sous la forme Locvillare, du nom d'homme germanique Ludo et du substantif weyler, villare, le village. Entrée dans la seigneurie de Bitche, elle est passée sous le patronage de l'abbaye Sainte-Croix de Bouzonville en 1115.
Du point de vue du spirituel, Loutzviller, avec ses succursales de Breidenbach, Rolbing et Schweyen, est une très ancienne paroisse de l'archiprêtré de Hornbach, passée dans celui de Volmunster en 1802. La réforme protestante y est introduite dans les dernières décennies du XVIe siècle par Maguerite d'Haraucourt, veuve de Jean de Schwarzenberg, propriétaire du fief, mais elle ne marque pas le paysage religieux.

## Politique et administration
| Période                                  | Période   | Identité       | Étiquette | Qualité |
| ---------------------------------------- | --------- | -------------- | --------- | ------- |
| Les données manquantes sont à compléter. |           |                |           |         |
| avant 1981                               | ?         | Pascal Masini  |           |         |
| mars 1989                                | mars 2001 | Roger Wurtz    |           |         |
| mars 2001                                | ?         | Henri Stauder  |           |         |
| mai 2020                                 | En cours  | Laurent Hölter |           |         |

Du point de vue administratif, le village fait partie de l'éphémère canton de Breidenbach de 1790 à 1802 puis de celui de Volmunster.

### Budget et fiscalité 2023
En 2023, le budget de la commune était constitué ainsi :
- total des produits de fonctionnement : 131 000 €, soit 832 € par habitant ;
- total des charges de fonctionnement : 105 000 €, soit 669 € par habitant ;
- total des ressources d'investissement : 17 000 €, soit 111 € par habitant ;
- total des emplois d'investissement : 46 000 €, soit 290 € par habitant ;
- endettement : 152 000 €, soit 969 € par habitant.

Avec les taux de fiscalité suivants :
- taxe d'habitation : 11,77 % ;
- taxe foncière sur les propriétés bâties : 25,23 % ;
- taxe foncière sur les propriétés non bâties : 46,37 % ;
- taxe additionnelle à la taxe foncière sur les propriétés non bâties : 0,00 % ;
- cotisation foncière des entreprises : 0,00 %.

Chiffres clés Revenus et pauvreté des ménages en 2021 : médiane en 2021 du revenu disponible, par unité de consommation.

## Population et société

### Démographie

#### Évolution démographique
L'évolution du nombre d'habitants est connue à travers les recensements de la population effectués dans la commune depuis 1793. Pour les communes de moins de 10 000 habitants, une enquête de recensement portant sur toute la population est réalisée tous les cinq ans, les populations de référence des années intermédiaires étant quant à elles estimées par interpolation ou extrapolation. Pour la commune, le premier recensement exhaustif entrant dans le cadre du nouveau dispositif a été réalisé en 2008.

En 2022, la commune comptait 152 habitants, en évolution de +2,01 % par rapport à 2016 (Moselle : +0,52 %, France hors Mayotte : +2,11 %).
| 1793 | 1800 | 1806 | 1821 | 1836 | 1841 | 1861 | 1866 | 1871 |
| ---- | ---- | ---- | ---- | ---- | ---- | ---- | ---- | ---- |
| 154  | 147  | 203  | 594  | 732  | 658  | 764  | 756  | 760  |

| 1875 | 1880 | 1885 | 1890 | 1895 | 1900 | 1905 | 1910 | 1921 |
| ---- | ---- | ---- | ---- | ---- | ---- | ---- | ---- | ---- |
| 736  | 743  | 240  | 233  | 253  | 270  | 290  | 305  | 277  |

| 1926 | 1931 | 1936 | 1946 | 1954 | 1962 | 1968 | 1975 | 1982 |
| ---- | ---- | ---- | ---- | ---- | ---- | ---- | ---- | ---- |
| 259  | 250  | 248  | 154  | 230  | 211  | 191  | 175  | 168  |

| 1990 | 1999 | 2006 | 2008 | 2013 | 2018 | 2022 | - | - |
| ---- | ---- | ---- | ---- | ---- | ---- | ---- | - | - |
| 149  | 148  | 157  | 160  | 150  | 151  | 152  | - | - |

La population, qui ne comptait que 195 habitants en 1817, est retombée à un chiffre voisin en 1982 avec 168 habitants, après avoir culminé à 668 habitants en 1844 en comprenant celle de Schweyen.
Entre 1813 et 1886, le village de Schweyen appartenait à la commune de Loutzviller.

### Enseignement
Établissements d'enseignements :
- Écoles maternelles et primaires à Volmunster, Waldhouse, Epping, Schorbach,
- Collèges à Bitche, Rohrbach-lès-Bitche, Lemberg,
- Lycées à Bitche, Éguelshardt, Sarreguemines.

### Santé
Professionnels et établissements de santé :
- Médecins à Volmunster, Walschbronn, Bitche, Petit-Réderching, Rohrbach-lès-Bitche,
- Pharmacies à Volmunster, Bitche, Rohrbach-lès-Bitche, Lemberg, Achen, Goetzenbruck,
- Hôpitaux à Bitche, Sarreguemines, Rouhling, Niederbronn-les-Bains.

### Cultes
- Culte catholique, Communauté de Paroisses Saint-Pirmin de Volmunster[28], Diocèse de Metz.

## Économie

### Entreprises et commerces

#### Agriculture
- Culture et élevage associés.
- Élevage d'autres animaux.

#### Tourisme
- Hébergements à Bousseviller, Schorbach, Hottviller.
- Gîte de France à Breidenbach.
- Restauration à Volmunster.

#### Commerces
- Commerces et services de proximité à Soucht, Bitche, Hottviller, Volmunster, Lemberg.

## Culture locale et patrimoine

### Lieux et monuments

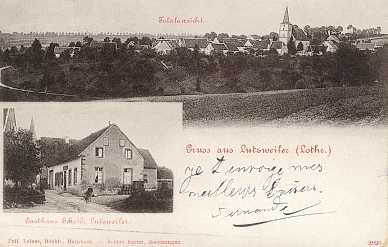
Vues du village.
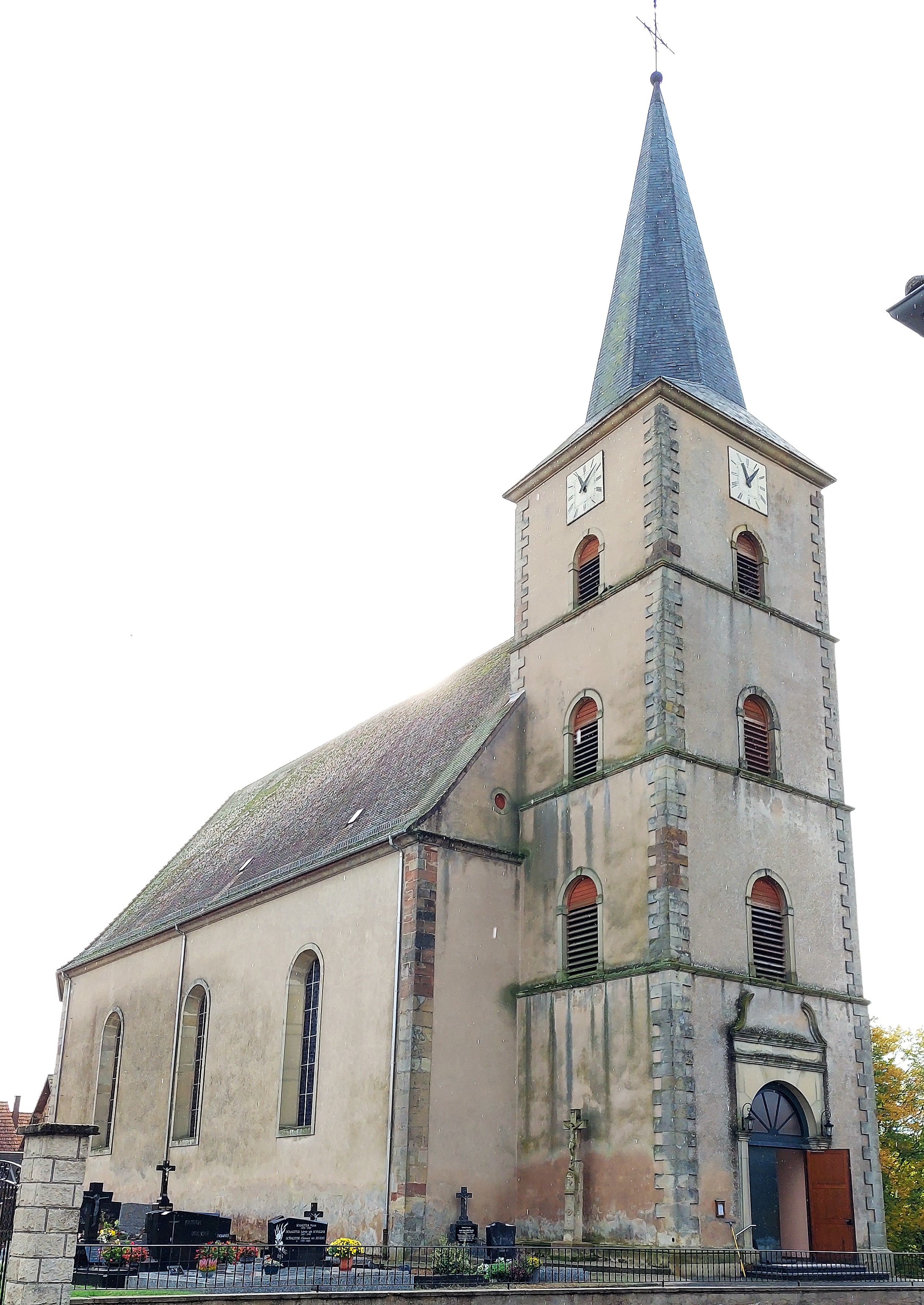
Église de la Sainte-Trinité.
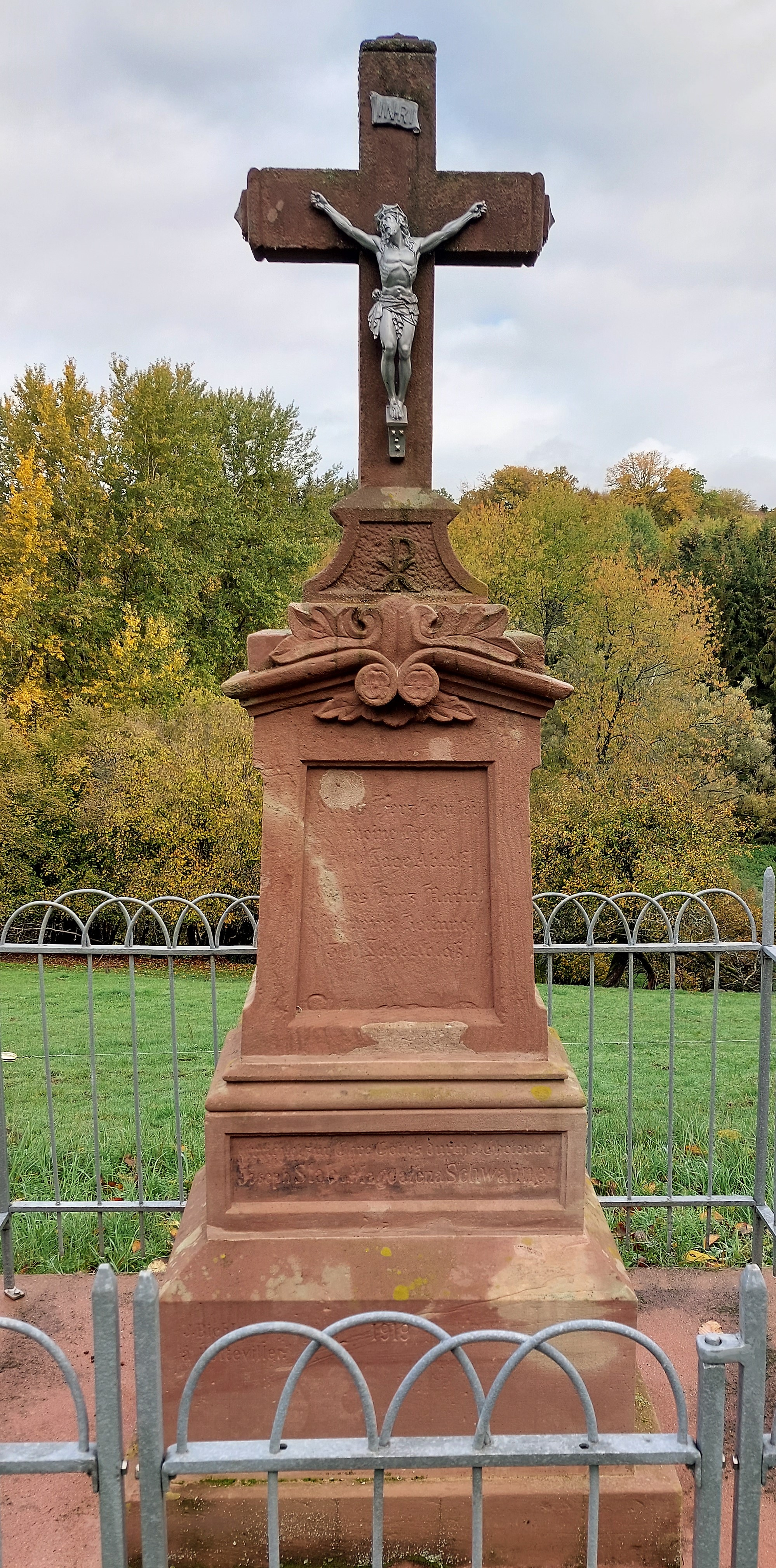
Crucifix rue principale.
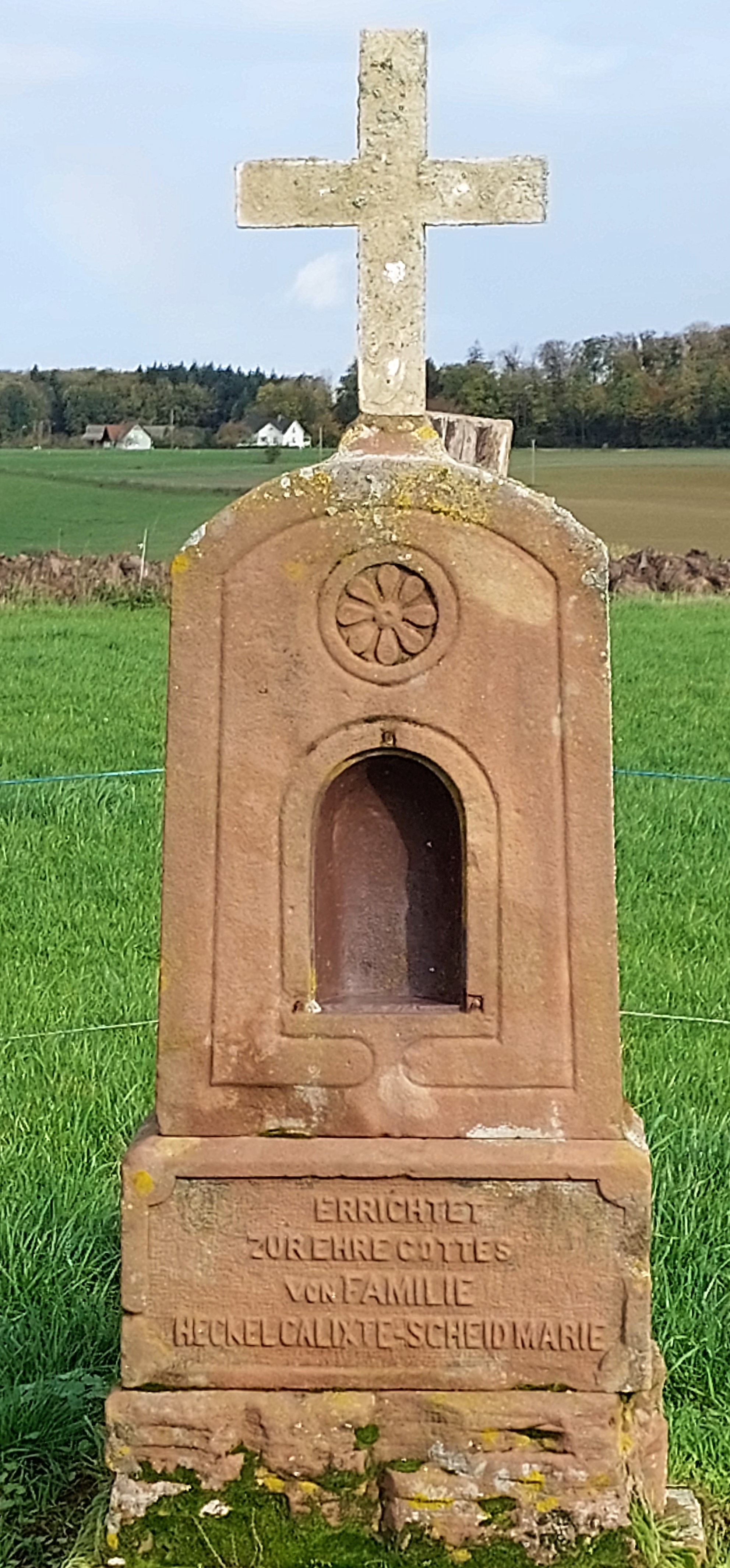
Crucifix D34c.
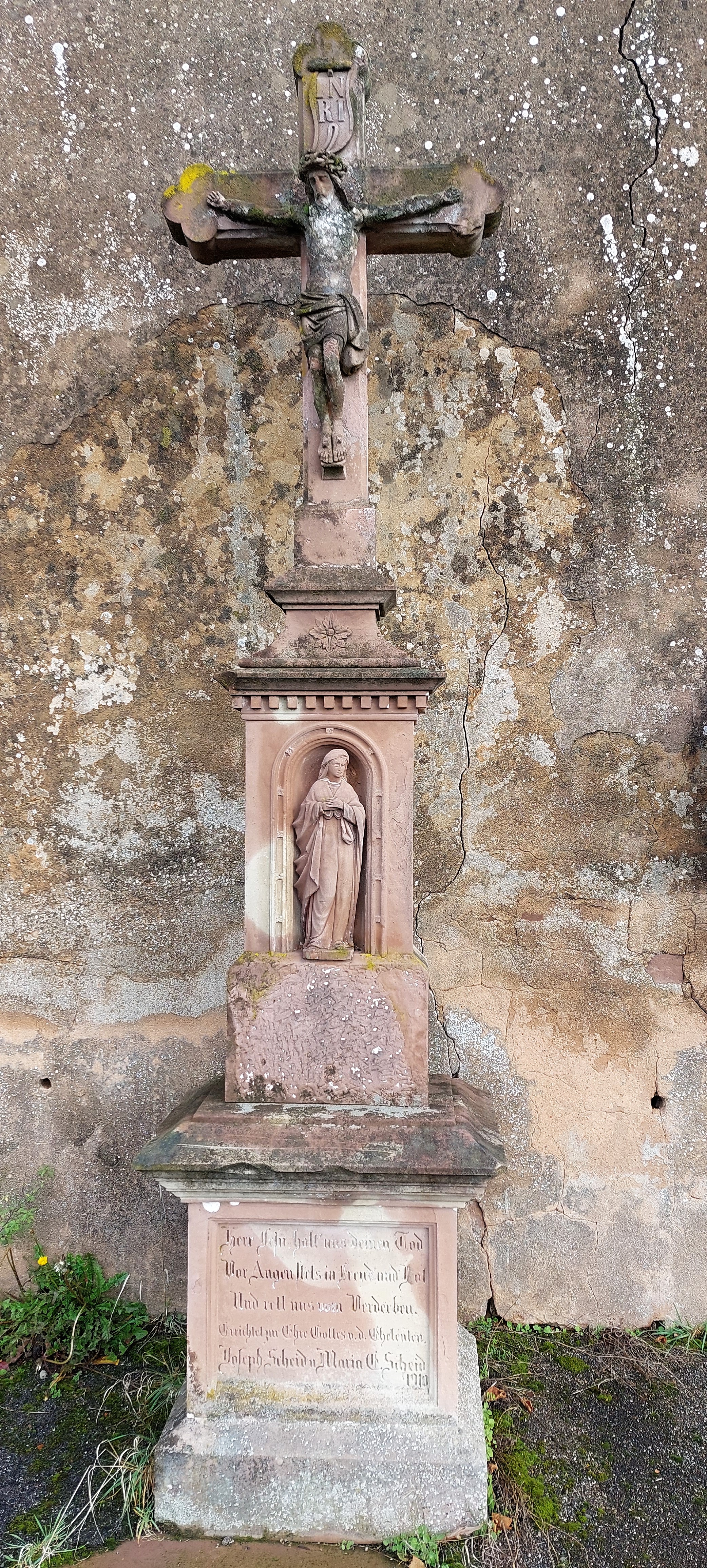
Calvaire rue de l'église.

- L'église de la Sainte-Trinité, reconstruite vers 1737.

Verrières non figuratives réalisées par J. Archepel de Paris.
Maître-autel.
Autels secondaires.
3 statues : les Evangélistes
- Plaque d'église faisant office de monument aux morts[33] : Conflits commémorés : Guerres 1914-1918 - 1939-1945.
- Crucifix.
- Calvaires.
- Croix de chemin, chemin d'Eschviller[34].
- Croix de cimetière[35].
- Croix monumentale, 17 rue Principale[36].
- Maison XVIIIe siècle, au 1 rue de la Fontaine[37].

### Héraldique
| Blason de Loutzviller | Blason  | De gueules au calvaire d'or sur un mont de trois coupeaux du même; à la bordure d'or. |
| Blason de Loutzviller | Détails | Le statut officiel du blason reste à déterminer.                                      |

## Sources et bibliographie
- Loutzviller sur le site du Bitscherland

Vues anciennes de Loutzviller
- Les moulins et scieries du Pays de Bitche, Joël Beck, 1999.
- Le Pays de Bitche 1900-1939, Joël Beck, 2005.
- Patrimoine religieux de la commune sur l'Observatoire du patrimoine religieux.
- Chiffres clés publiés par l'institut national de la statistique et des études économiques (INSEE). Dossier complet
- Inventaire national du patrimoine naturel de la commune